# Kevin Sammut
Kevin Sammut (* 26. Mai 1981 in Sliema) ist ein ehemaliger maltesischer Fußballspieler auf der Position eines Mittelfeldspielers.

## Karriere
Die Karriere von Sammut begann im Jahr 1998 bei den Sliema Wanderers. Dort kam er jedoch in zwei Jahren nur selten zum Einsatz. Im Sommer 2000 wechselte er zu den Ħamrun Spartans und eroberte sich einen Stammplatz. Ein Jahr später kehrte er zu den Wanderers zurück und konnte sich im Team etablieren. In den Spielzeiten 2002/03 und 2003/04 konnte er die Meisterschaft gewinnen. Im Sommer 2004 wurde er für eine Saison an den FC Msida Saint Joseph ausgeliehen. Nach Leihende schloss er sich dem FC Marsaxlokk an, wo er in der Saison 2006/07 erneut die Meisterschaft errang. Nach vier Spielzeiten nahm ihn im Sommer 2009 der FC Valletta unter Vertrag, mit dem er mit der Meisterschaft 2011 seinen vierten Titel gewinnen konnte. Anschließend kehrte er zu den Spartans zurück.
Im August 2012 wurde er wegen Manipulation des EM-Qualifikationsspiels Norwegen gegen Malta am 2. Juni 2007 in Oslo, das Norwegen 4:0 gewann, von der UEFA für zehn Jahre gesperrt. Sammut kündigte Berufung an. Am 3. Dezember 2012 verschärfte die UEFA das Urteil in eine lebenslange Sperre.

## Erfolge
- 3× Maltesischer Meister (2003, 2004, 2007)
- 1× Maltas Fußballer des Jahres (2008)